# Robert Brown (Schauspieler, 1921)
Robert Brown (* 23. Juli 1921 in Swanage, England; † 11. November 2003 ebenda) war ein britischer Schauspieler.

## Leben und Wirken
Robert Brown wirkte insgesamt von 1948 bis 1993 in mehr als 130 Film-und-Fernsehproduktionen als Schauspieler vor der Kamera mit. Oftmals war er dabei als Nebendarsteller eingesetzt. Er wirkte auch viele Jahre lang als Theaterschauspieler.
International bekannt wurde Brown durch seine Mitwirkung in fünf James-Bond-Filmen. In vier Filmen davon spielte er ab 1983 die Rolle des M. Im Film Der Spion, der mich liebte (1977) verkörperte er die Rolle des Admiral Hargreaves. In dem Film Der dritte Mann (1949) hatten sowohl Brown als auch Bernard Lee, sein Vorgänger als M, eine Nebenrolle.
Robert Brown war verheiratet und hatte zwei Kinder. Er starb am 11. November 2003 im Alter von 82 Jahren in Swanage, wo er zeitlebens wohnte.

## Filmografie (Auswahl)
- 1949: Der dritte Mann (The Third Man)
- 1952: Ivanhoe – Der schwarze Ritter (Ivanhoe)
- 1955: Eine Frau kommt an Bord (Passage Home)
- 1956: An vorderster Front (A Hill in Korea)
- 1957: Yeti, der Schneemensch (The Abominable Snowman)
- 1957: Stahlbajonett (The Steel Bayonet)
- 1959: Ben Hur (Ben-Hur)
- 1958–1959: Ivanhoe (Fernsehserie, 39 Folgen)
- 1960: Die letzte Fahrt der Bismarck (Sink the Bismarck!)
- 1962: Der Löwe von Sparta (The 300 Spartans)
- 1963: Die Rechnung geht nicht auf (The Double)
- 1962: Die Verdammten der Meere (Billy Budd)
- 1964: Satanas – Das Schloß der blutigen Bestie (The Masque of the Red Death)
- 1965: Geheimaktion Crossbow (Operation Crossbow)
- 1966: Eine Million Jahre vor unserer Zeit (One Million Years B.C.)
- 1972: Dämonen der Seele (Demons of the Mind)
- 1976: Mohammed – Der Gesandte Gottes (Mohammad, Messenger of God)
- 1977: Jesus von Nazareth (Gesù di Nazareth, Fernsehmehrteiler)
- 1977: James Bond 007 – Der Spion, der mich liebte (The Spy Who Loved Me)
- 1980: Omar Mukhtar – Löwe der Wüste (Omar Mukhtar – Lion of the Desert)
- 1983: James Bond 007 – Octopussy (Octopussy)
- 1985: James Bond 007 – Im Angesicht des Todes (A View to a Kill)
- 1987: James Bond 007 – Der Hauch des Todes (The Living Daylights)
- 1989: James Bond 007 – Lizenz zum Töten (Licence to Kill)